# Lego Bionicle: The Journey to One
LEGO Bionicle: Droga do jedności (ang. LEGO Bionicle: The Journey to One, 2016) – amerykański serial animowany G2 Bionicle opowiadających o przygodach Toa. Dostępny z polskim dubbingiem w serwisie Netflix od 19 sierpnia 2016 roku.

## Wersja polska
Wersja polska: SDI Media Polska
Reżyseria: Agnieszka Zwolińska
Dialogi: Barbara Eyman
Wystąpili:
- Tomasz Błasiak – Tahu
- Leszek Filipowicz – Onua
- Robert Jarociński – Pohatu
- Adam Krylik – Umarak
- Ewa Prus –
  - Gali,
  - Korgot
- Otar Saralidze – Lewa
- Paweł Szczesny –
  - Ekimu,
  - Narrator
- Jakub Wieczorek – Kopaka
- Robert Kowalski – Makuta

Lektor: Paweł Szczesny